# Kościół Niepokalanego Serca Najświętszej Maryi Panny w Porębie
Kościół Niepokalanego Serca Najświętszej Maryi Panny w Porębie – rzymskokatolicki kościół filialny należący do parafii św. Jakuba Większego Apostoła w Cerekwicy Starej (dekanat borecki archidiecezji poznańskiej).
Jest to świątynia poewangelicka wzniesiona w 1885 roku. Została zbudowana w stylu neogotyckim, jest nieotynkowana i posiada charakterystyczną bryłę. Kościół został zbudowany dla kolonistów niemieckich.
Zarówno kościół, jak i dawny cmentarz ewangelicki wpisano do rejestru zabytków województwa wielkopolskiego (w 2012).